# Linia kolejowa Olomouc – Senice na Hané
Linia kolejowa Olomouc – Senice na Hané (Linia kolejowa nr 275 (Czechy)) – jednotorowa, niezelektryfikowana linia kolejowa o znaczeniu regionalnym w Czechach. Łączy Ołomuniec ze stacją Senice na Hané. Przebiega w całości przez terytorium Kraju ołomunieckiego.